# 로이쉬
로이쉬(reusch)는 독일의 스포츠 용품 제조 브랜드이다.

## 스폰서

### 축구

#### 클럽
AFC
- 대전 하나 시티즌 (2009 ~ 2010)